# Emma Niendorf

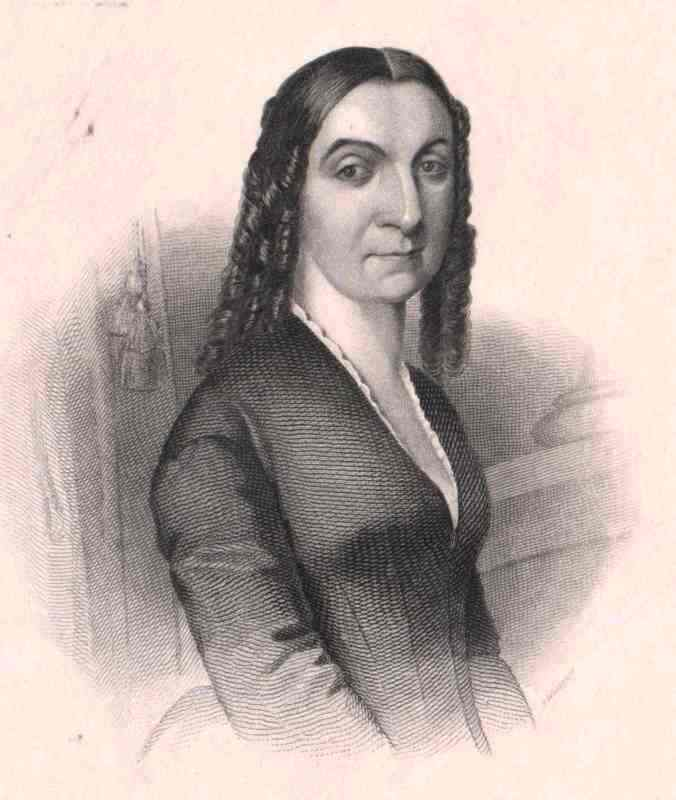
Emma von Suckow

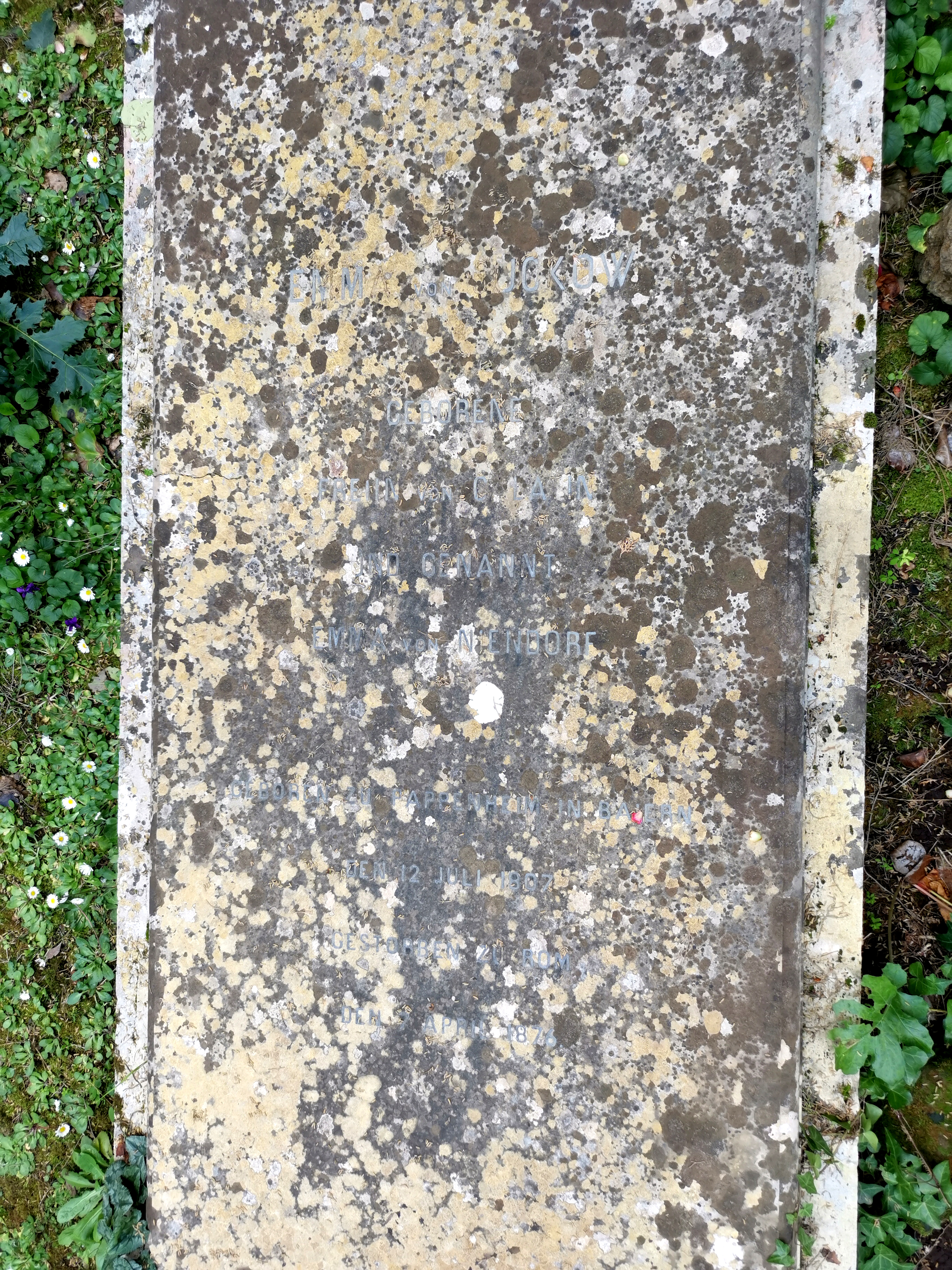
Grab auf dem Nichtkatholischen (Protestantischen) Friedhof Rom

Emma Niendorf (Pseudonym von Emma von Suckow, geborene Anna Maria Eder, geadelte Emma von Calatin; * 12. Juli 1807 in Pappenheim; † 7. April 1876 in Rom) war eine deutsche Schriftstellerin.

## Leben und Wirken
Die älteste der drei Töchter des königlich-bayerischen Generaladjutanten Karl Theodor Friedrich Graf und Herr zu Pappenheim aus seiner Beziehung zu der Pappenheimer Bürgerstochter Anna Maria Eder, ab 1819 eine geadelte „von Calatin“, verbrachte einen Teil ihrer Kindheit und Jugend in München. Hier heiratete sie am 29. November 1828 den 20 Jahre älteren Offizier Karl Ludwig Emil von Suckow, einen gebürtigen Mecklenburger, der ab 1807 im Dienste des württembergischen Königshauses stand, lebte mit ihm in Ulm und Ludwigsburg und seit 1837 in Stuttgart. Von ihren Kindern überlebte nur der 1828 geborene Albert, der ebenfalls die militärische Laufbahn einschlug und es bis zum württembergischen Kriegsminister brachte.
Die Bekanntschaft mit Nikolaus Lenau, dessen Biographin sie wurde, Ludwig Uhland, Karl Mayer, Gustav Schwab, Eduard Mörike und Graf Alexander von Württemberg beflügelte Emma Niendorfs schriftstellerisches Arbeiten. „Niendorf“ oder „von Niendorf“ bzw. „von Nindorf“ nannte sie sich nach einem Besitztum ihres Schwiegervaters. Besonders enge Beziehungen unterhielt sie zu Justinus Kerner und dessen schwäbischen Dichterkreis in Weinsberg; hier hielt sie sich ab 1838 häufig und lange auf. In Stuttgart führte sie einen literarischen Salon, in dem regelmäßig Schriftsteller verkehrten. Ausgedehnte Reisen durch Deutschland, Frankreich, England, Spanien, die Schweiz und Italien führte sie mit zahlreichen literarischen Berühmtheiten zusammen.
Emma Niendorf fasste ihre Reiseerlebnisse und -erinnerungen in zahlreichen Büchern zusammen. Nebenher publizierte sie auch in vielen Zeitschriften, z. B. in Cottas „Morgenblatt“. In Gustav Birnbaums Tageszeitung „Der Ungar. Pesth-Ofner Localblatt“ erschien 1863 in zehn Fortsetzungen ihre Erzählung „Der Mann, davongelaufen!“.
Nach dem Tod ihres Mannes im Jahr 1863 wohnte Emma Niendorf in Stuttgart, zuletzt in Baden-Baden. Ihre letzte Reise führte sie im Sommer 1875 wieder nach Italien. In Rom erlag sie am 7. April 1876 einem Herzschlag. Die Beisetzung erfolgte zwei Tage später am Palmsonntag (9. April) auf dem stadtrömischen Cimitero dei protestanti.
Emma Niendorf gehörte zum Seracher Dichterkreis.

## Auszeichnungen
- In Stuttgart-Stammheim ist im Neubaugebiet Langenäcker-Wiesert eine Straße nach ihr benannt.[3]

## Werke
- Maria von Brabant. Historisch-romantische Erzählung aus den Zeiten der Wittelsbacher. Hartmann, Leipzig 1835.
- Reisescenen in Bayern, Tyrol und Schwaben. Stuttgart 1840, Digitalisat
- Wanderleben am Fuße der Alpen, 1843, Digitalisat
- Aus der Gegenwart. Duncker, Berlin 1844. Digitalisat
- Wanderleben am Fuße der Alpen. Den Reisenden am Genfer See gewidmet. 1847. Digitalisat
- Einfache Geschichten, 1849 Digitalisat
- Erzählungen, 1849, Digitalisat
- Das Altmühltal. In: Morgenblatt für gebildete Leser. Nr. 146–150, 19. – 24. Juni 1847. Reprodruck in: Sammelblatt des Historischen Vereins Eichstätt. 84, 1991, S. 164–169.
- Lenau in Schwaben. Aus dem letzten Jahrzehnt seines Lebens. Herbig, Leipzig 1853. Digitalisat
- Aus dem heutigen Paris. Mäcken, Stuttgart 1854. Digitalisat
- Aus London. Dissolving Views. Stage, Berlin 1855.
- Ueber diese Geschichten ist Gras gewachsen, Band 2. Digitalisat
- Befreite Herzen, 1863, Digitalisat
- Der Mann, davongelaufen!, 1863, Digitalisat: Erste bis vierte Fortsetzung; Fünfter bis zehnter Teil. Digitalisat